# Land- und Stadtgericht Saalfeld
Das Land- und Stadtgericht Saalfeld war von 1823 bis 1849 ein preußisches Land- und Stadtgericht mit Sitz in Saalfeld.

## Geschichte
Das Land- und Stadtgericht Saalfeld wurde 1823 aus dem Stadtgericht Saalfeld und dem Justizamt Preußisch Mark gebildet. Es war ein Gericht 2. Klasse im Sprengel des Oberlandesgerichts Königsberg.
1837 umfasste der Gerichtsbezirk die Stadt Saalfeld mit 1913 Gerichtseingesessenen und 53 Ortschaften mit 8036 Gerichtseingesessenen (zusammen also 9949 Gerichtseingesessene). Am Gericht waren ein Stadt- und Landrichter, ein Assessor und vier weitere Mitarbeiter beschäftigt. Das Gericht war im Rathaus der Stadt untergebracht. Dieses brannte 1852 ab und ist nicht mehr erhalten.
Nach der Märzrevolution wurden 1849 einheitlich Kreisgerichte gebildet. In Saalfeld entstand die Gerichtskommission Saalfeld des Kreisgerichts Mohrungen.